# Debates presidenciales de Argentina de 2019
Los debates presidenciales de 2019 fueron eventos organizados por la Cámara Nacional Electoral a desarrollarse los días 13 y 20 de octubre de ese mismo año de cara a las elecciones presidenciales de Argentina. Los debates presidenciales son obligatorios en Argentina desde 2016 y deben llevarse a cabo antes de cada elección. 
Los debates presidenciales son obligatorios en Argentina desde la sanción de la ley 27.337 en noviembre de 2016. La ley establece la realización de dos debates con anterioridad a la primera vuelta electoral. Como los representantes de los seis partidos que participan de la elección no llegaron a un acuerdo sobre quienes iban a moderar el debate los moderadores fueron elegidos por la Cámara Nacional Electoral. Los criterios adoptados por la CNE fueron que se tratara de periodistas de medios con alcance nacional y que mantuvieran un equilibrio de género y de procedencia. Ambos debates serán televisados a las 21 hs por la Televisión Pública y vía streaming en el canal de YouTube de la CNE.

### Participantes
Participarán todos los candidatos que superaron las PASO:
- Frente de Todos: Alberto Fernández
- Juntos por el Cambio: Mauricio Macri
- Consenso Federal 2030: Roberto Lavagna
- Frente de Izquierda-Unidad: Nicolás del Caño
- Frente NOS: Juan José Gómez Centurión
- Frente Despertar: José Luis Espert

### Primer debate
El primer debate se realizó el 13 de octubre en la sede de la Universidad Nacional del Litoral en la ciudad de Santa Fe. Actuaron como moderadores los periodistas: María Laura Santillán, Rodolfo Barili, Gisela Vallone y Guillermo Andino.
Los ejes del debate fueron:
- Relaciones internacionales
- Economía y finanzas
- Derechos humanos, género y diversidad
- Educación y salud

Una encuesta realizada por Raúl Aragón & Asociados sobre 1500 casos dio ganador del debate a Alberto Fernández con el 43,1%, seguido por el presidente Macri con el 34,2%. Otra encuesta, de la consultora Federico González & Asociados sobre 800 casos dio un 44,4 % para el candidato del Frente de Todos y un 23,5 % para el candidato de Juntos por el Cambio.

#### Audiencia
| #    | Canal                        | Índice de audiencia |
| ---- | ---------------------------- | ------------------- |
| 1.º  | C5N                          | 8.2                 |
| 2.º  | Canal 13                     | 6.5                 |
| 3.º  | América                      | 3.9                 |
| 3.º  | TN                           | 3.9                 |
| 5.º  | Televisión Pública Argentina | 2.3                 |
| 6.º  | Canal 9                      | 1.9                 |
| 7.º  | Net TV                       | 1.2                 |
| 7.º  | Canal 26                     | 1.2                 |
| 9.º  | Crónica TV                   | 1.1                 |
| 9.º  | A24                          | 1.1                 |
| 11.º | CNN en español               | 0.9                 |
| 12.º | La Nación +                  | 0.8                 |

### Segundo debate
El debate del 20 de octubre tuvo lugar en la Facultad de Derecho de la Universidad de Buenos Aires, en la Capital Federal. Los moderadores fueron: María O’Donnell, Marcelo Bonelli, Mónica Gutiérrez y Claudio Rígoli.
Los ejes del debate fueron:
- Seguridad
- Empleo, producción e infraestructura
- Federalismo, calidad institucional y rol del Estado
- Desarrollo social, ambiente y vivienda.

#### Audiencia
| #    | Canal                        | Índice de audiencia |
| ---- | ---------------------------- | ------------------- |
| 1.º  | C5N                          | 7.1                 |
| 2.º  | Canal 13                     | 5.7                 |
| 3.º  | América                      | 4.1                 |
| 4.º  | TN                           | 3.7                 |
| 5.º  | Net TV                       | 3.3                 |
| 6.º  | Televisión Pública Argentina | 3.1                 |
| 7.º  | Canal 9                      | 2.1                 |
| 8.º  | A24                          | 2.0                 |
| 9.º  | Crónica TV                   | 1.7                 |
| 10.º | Canal 26                     | 1.3                 |
| 11.º | La Nación +                  | 1.2                 |

## Eventual debate prebalotaje
La ley 27.337 establece un tercer debate en caso de la elección se defina con un balotaje. Se iba a realizar el 17 de noviembre de 2019 en la Facultad de Derecho de la UBA, fue cancelado debido al triunfo de la fórmula Alberto Fernández-Cristina Fernández de Kirchner en las generales que se celebró el 27 de octubre del corriente año. La Cámara Electoral definió que, en caso de realizarse este debate, los moderadores hubieran sido: Viviana Canosa, Daniel López, Cristina Pérez y Alberto Lotuf.